# La Forêt-sur-Sèvre

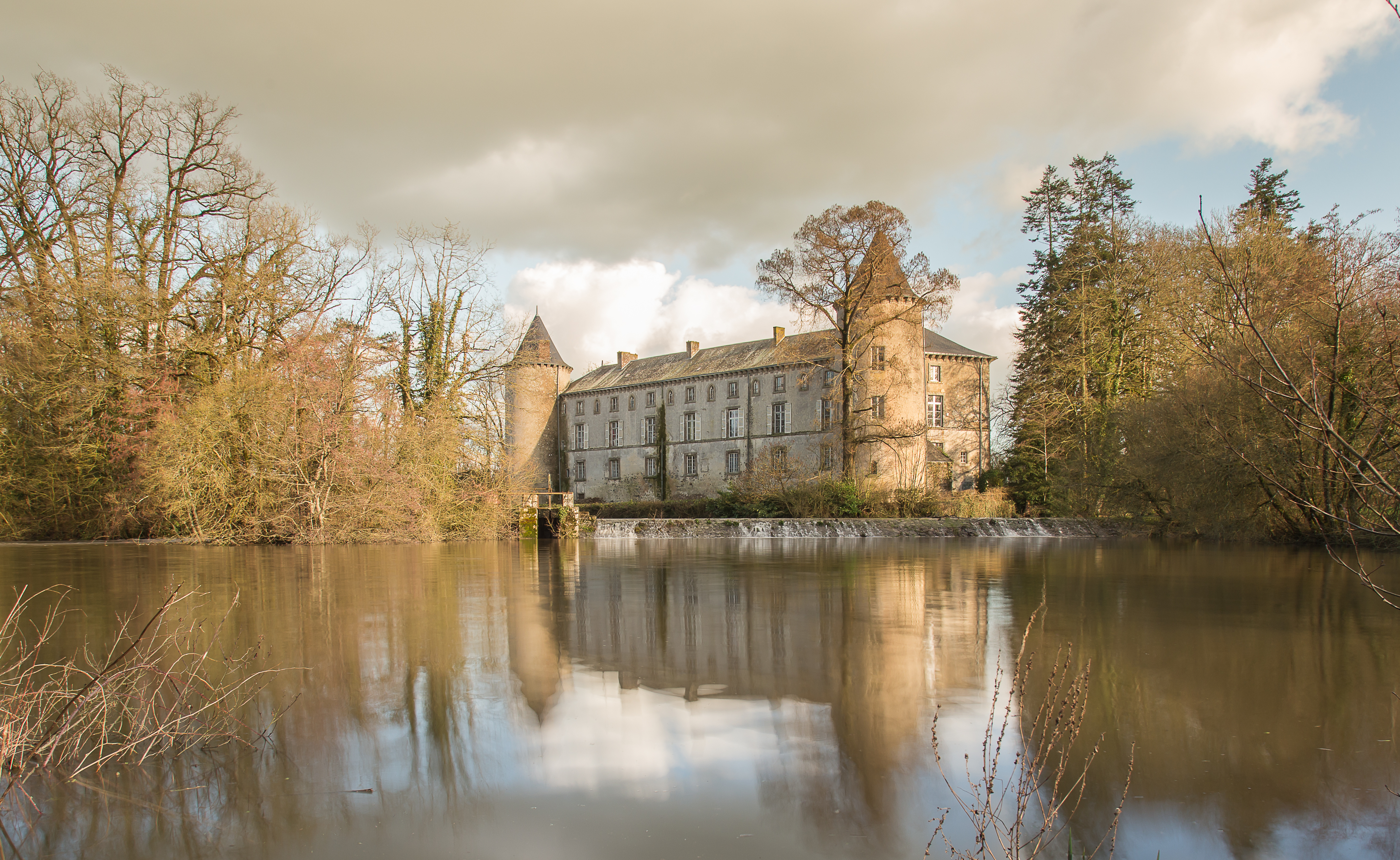
Château de La Forêt-sur-Sèvre (2018)

La Forêt-sur-Sèvre ist eine französische Gemeinde mit 2.261 Einwohnern (Stand 1. Januar 2022) im Département Deux-Sèvres in der Region Nouvelle-Aquitaine. Sie gehört zum Arrondissement Bressuire und zum Kanton Cerizay.
Am 1. Januar 1973 schlossen sich die Gemeinden Montigny, La Ronde et Saint-Marsault als Communes associées der Gemeinde La Forêt-sur-Sèvre an.
Die Gemeinde liegt am Fluss Sèvre Nantaise.

## Bevölkerungsentwicklung
| Jahr      | 1975 | 1982 | 1990 | 1999 | 2007 |
| Einwohner | 2363 | 2395 | 2225 | 2290 | 2329 |